# Campeonato Mundial de Atletismo de 2011 - Salto em altura feminino
O salto em altura feminino do Campeonato Mundial de Atletismo de 2011 foi disputada entre os adias 1 de setembro e 3 de setembro  no Daegu Stadium, em Daegu

## Recordes
Antes desta competição, os recordes mundiais e do campeonato nesta prova eram os seguintes:
| Tipo                  | Atleta             | Altura | Local | Data                 | Ref |
| --------------------- | ------------------ | ------ | ----- | -------------------- | --- |
|                       | Stefka Kostadinova | 2,09   | Roma  | 30 de agosto de 1987 | ver |
| Recorde do campeonato | Stefka Kostadinova | 2,09   | Roma  | 30 de agosto de 1987 | ver |

## Medalhistas
| Ouro                  | Prata               | Bronze                      |
| Anna Chicherova (RUS) | Blanka Vlašić (CRO) | Antonietta Di Martino (ITA) |

## Cronograma
| Data          | Hora  | Evento        |
| ------------- | ----- | ------------- |
| 1 de setembro | 10:45 | Primeira fase |
| 3 de setembro | 19:00 | Final         |

Todos os horários são horas locais (UTC +9)

## Resultados

### Primeira fase
Qualificação: Desempenho de qualificação 1,95 m (Q) ou pelo menos 12 melhores (q) avançam para a final. 
| Colocação | Grupo | Atleta                  | Nacionalidade  | 1.75 | 1.80 | 1.85 | 1.89 | 1.92 | 1.95 | Resultados | Notas |
| --------- | ----- | ----------------------- | -------------- | ---- | ---- | ---- | ---- | ---- | ---- | ---------- | ----- |
| 1         | B     | Brigetta Barrett        | Estados Unidos | o    | o    | o    | o    | o    | o    | 1.95       | Q     |
| 1         | A     | Anna Chicherova         | Rússia         | -    | -    | o    | o    | o    | o    | 1.95       | Q     |
| 1         | B     | Antonietta Di Martino   | Itália         | -    | o    | o    | o    | o    | o    | 1.95       | Q     |
| 1         | B     | Blanka Vlašić           | Croácia        | -    | -    | o    | o    | o    | o    | 1.95       | Q     |
| 5         | A     | Emma Green Tregaro      | Suécia         | -    | -    | o    | o    | o    | xo   | 1.95       | Q, SB |
| 5         | A     | Svetlana Shkolina       | Rússia         | -    | -    | o    | o    | o    | xo   | 1.95       | Q     |
| 7         | B     | Doreen Amata            | Nigéria        | -    | -    | o    | o    | xxo  | xo   | 1.95       | Q, NR |
| 7         | A     | Deirdre Ryan            | Irlanda        | -    | o    | o    | o    | xxo  | xo   | 1.95       | Q, NR |
| 9         | B     | Svetlana Radzivil       | Uzbequistão    | -    | o    | o    | o    | o    | xxo  | 1.95       | Q, SB |
| 9         | B     | Yelena Slesarenko       | Rússia         | -    | o    | o    | o    | o    | xxo  | 1.95       | Q     |
| 9         | B     | Zheng Xingjuan          | China          | -    | o    | o    | o    | o    | xxo  | 1.95       | Q, PB |
| 12        | A     | Anna Iljuštšenko        | Estónia        | -    | xo   | o    | xo   | xo   | xxo  | 1.95       | Q     |
| 13        | A     | Levern Spencer          | Santa Lúcia    | -    | o    | o    | o    | o    | xxx  | 1.92       |       |
| 14        | B     | Esthera Petre           | Roménia        | o    | o    | o    | xo   | o    | xxx  | 1.92       |       |
| 15        | A     | Melanie Melfort         | França         | -    | o    | xo   | xo   | o    | xxx  | 1.92       |       |
| 16        | A     | Ruth Beitia             | Espanha        | -    | o    | o    | o    | xo   | xxx  | 1.92       |       |
| 17        | B     | Ebba Jungmark           | Suécia         | -    | o    | o    | xo   | xo   | xxx  | 1.92       |       |
| 18        | A     | Vita Styopina           | Ucrânia        | o    | o    | o    | o    | xxo  | xxx  | 1.92       |       |
| 19        | B     | Marina Aitova           | Cazaquistão    | -    | o    | o    | o    | xxx  |      | 1.89       |       |
| 19        | B     | Oksana Okuneva          | Ucrânia        | -    | o    | o    | o    | xxx  |      | 1.89       |       |
| 21        | A     | Venelina Veneva-Mateeva | Bulgária       | -    | o    | xo   | o    | xxx  |      | 1.89       |       |
| 22        | B     | Wanida Boonwan          | Tailândia      | o    | o    | o    | xxx  |      |      | 1.85       |       |
| 23        | A     | Tonje Angelsen          | Noruega        | o    | xo   | o    | xxx  |      |      | 1.85       |       |
| 24        | B     | Danielle Frenkel        | Israel         | o    | xxo  | o    | xxx  |      |      | 1.85       |       |
| 25        | A     | Raffaella Lamera        | Itália         | -    | o    | xxo  | xxx  |      |      | 1.85       |       |
| 25        | A     | Marielys Rojas          | Venezuela      | o    | o    | xxo  | xxx  |      |      | 1.85       | SB    |
| 27        | A     | Inika McPherson         | Estados Unidos | o    | o    | xxx  |      |      |      | 1.80       |       |
| 28        | B     | Marija Vuković          | Montenegro     | o    | xo   | xxx  |      |      |      | 1.80       |       |
| 29        | A     | Han Da-rye              | Coreia do Sul  | xo   | xxx  |      |      |      |      | 1.75       |       |

### Final
A final foi iniciada as 19:00. 
| Resultado         | Atleta                | Nacionalidade  | 1.89 | 1.93 | 1.97 | 2.00 | 2.03 | 2.05 | Resultados | Notas |
| ----------------- | --------------------- | -------------- | ---- | ---- | ---- | ---- | ---- | ---- | ---------- | ----- |
| Medalha de ouro   | Anna Chicherova       | Rússia         | o    | o    | o    | o    | o    | xxx  | 2.03       |       |
| Medalha de prata  | Blanka Vlašić         | Croácia        | o    | o    | o    | xo   | xo   | xxx  | 2.03       | SB    |
| Medalha de bronze | Antonietta Di Martino | Itália         | o    | o    | o    | xxo  | xxx  |      | 2.00       |       |
| 4                 | Yelena Slesarenko     | Rússia         | o    | xo   | o    | xxx  |      |      | 1.97       | SB    |
| 5                 | Svetlana Shkolina     | Rússia         | o    | o    | xxo  | xxx  |      |      | 1.97       |       |
| 6                 | Zheng Xingjuan        | China          | xo   | o    | xxx  |      |      |      | 1.93       |       |
| 6                 | Deirdre Ryan          | Irlanda        | xo   | o    | xxx  |      |      |      | 1.93       |       |
| 8                 | Svetlana Radzivil     | Uzbequistão    | xo   | xo   | xxx  |      |      |      | 1.93       |       |
| 8                 | Doreen Amata          | Nigéria        | xo   | xo   | xxx  |      |      |      | 1.93       |       |
| 10                | Brigetta Barrett      | Estados Unidos | o    | xxo  | xxx  |      |      |      | 1.93       |       |
| 11                | Emma Green Tregaro    | Suécia         | o    | xxx  |      |      |      |      | 1.89       |       |
| 12                | Anna Iljuštšenko      | Estónia        | xo   | xxx  |      |      |      |      | 1.89       |       |

Legenda
| Recorde mundial       | Recorde mundial (World record)               |                       | Recorde africano                      | Recorde africano (African) |                                           | Q | Classificado por posição (Qualified) |
| Recorde do campeonato | Recorde do campeonato (Championship record)  | Recorde da América    | Recorde da América (Americas)         | q                          | Classificado por melhor tempo (Qualified) |   |                                      |
| Melhor marca do ano   | Melhor marca do ano (World leading)          | Recorde asiático      | Recorde asiático (Asian)              | DNS                        | Não largou (Did not start)                |   |                                      |
| Recorde nacional      | Recorde nacional (National record)           | Recorde europeu       | Recorde europeu (European)            | DNF                        | Não terminou (Did not finish)             |   |                                      |
| Recorde pessoal       | Recorde pessoal do atleta (Personal best)    | Recorde da Oceania    | Recorde da Oceania (Oceania)          | DSQ / DQ                   | Desclassificado (Disqualified)            |   |                                      |
| Recorde da temporada  | Recorde da temporada do atleta (Season best) | Recorde sul-americano | Recorde sul-americano (South America) | NM                         | Sem marca (No mark)                       |   |                                      |